# Joel von Brehmer
Joel von Brehmer, tidigare Brehmer, född 7 april 1680, död 16 januari 1751, var en svensk borgmästare och politiker.

## Biografi
Joel von Brehmer föddes 1680. Han var son till direktören Johan von Brehmer. von Brehmer blev 1690 student vid Uppsala universitet och blev 1712 stadsnotarie i Stockholm. Han blev 1716 rådman i Stockholms stad och 1729 stadssekreterare. von Brehmer blev 1729 byggningsborgmästare i Stockholms stad och var riksdagsledamot för borgarståndet i Stockholm vid riksdagen 1734 och riksdagen 1738–1739. Han var ledamot i bankfullmäktige 1735–1739 och tog avsked från tjänsten som borgmästare 1747. von Brehmer avled 1751.

### Familj
von Brehmer gifte sig första gången med Kristina Brunell och andra gången 1724 med Anna Barbara Strauch.